# 尖瓣白花丹
尖瓣白花丹（学名：Plumbago zeylanica var. oxypetala）为白花丹科白花丹属下的一个变种。种名zeylanica意为斯里兰卡的。